# Danh sách cầu thủ tham dự Cúp bóng đá Trung Mỹ 2011
Đây là danh sách các đội hình tham dự Cúp bóng đá Trung Mỹ 2011 ở Panama, từ 14–23 tháng 1. Mỗi đội tuyển có 21 cầu thủ, trong đó có 3 thủ môn. Thống kê của cầu thủ chính xác tính đến trước khi bắt đầu giải đấu.

## Bảng A

### Belize
Huấn luyện viên:  José de la Paz Herrera

| Số | VT | Cầu thủ           | Ngày sinh (tuổi)            | Trận | Bàn | Câu lạc bộ           |
| -- | -- | ----------------- | --------------------------- | ---- | --- | -------------------- |
| 1  | TM | Shane Moody-Orio  | 7 tháng 8, 1980 (30 tuổi)   |      |     | C.D. Marathón        |
| 12 | TM | Glenford Chimilio | 29 tháng 4, 1989 (21 tuổi)  |      |     | Belize Rising Stars  |
| 22 | TM | Woodrow West      | 19 tháng 9, 1985 (25 tuổi)  |      |     | Belize Defence Force |
| 2  | HV | Luis Mendez       | 12 tháng 12, 1990 (20 tuổi) |      |     | Hankook Verdes       |
| 4  | HV | Dalton Eiley      | 10 tháng 12, 1983 (27 tuổi) |      |     | Toledo Ambassadors   |
| 7  | HV | Ian Gaynair       | 26 tháng 2, 1986 (24 tuổi)  |      |     | FC Belize            |
| 11 | HV | Evral Trapp       | 22 tháng 1, 1987 (23 tuổi)  |      |     | Hopkins FC           |
| 13 | HV | Kent Gabourel Jr. | 26 tháng 5, 1980 (30 tuổi)  |      |     | San Pedro Sea Dogs   |
| 15 | HV | Víctor Morales    | 7 tháng 11, 1982 (28 tuổi)  |      |     | San Felipe Barcelona |
| 16 | HV | Kareem Haylock    | 21 tháng 5, 1984 (26 tuổi)  |      |     | Griga United         |
| 20 | HV | Tyrone Pandy      | 14 tháng 1, 1986 (25 tuổi)  |      |     | Belize Defence Force |
| 3  | TV | Ryan Simpson      | 7 tháng 9, 1985 (25 tuổi)   |      |     | Benguche United      |
| 5  | TV | Elroy Kuylen      | 6 tháng 6, 1983 (27 tuổi)   |      |     | C.D. Platense        |
| 8  | TV | Elroy Smith       | 30 tháng 11, 1981 (29 tuổi) |      |     | C.D. Marathón        |
| 18 | TV | Lisbey Castillo   | 30 tháng 6, 1987 (23 tuổi)  |      |     | Griga United         |
| 19 | TV | Deris Benavides   | 5 tháng 1, 1976 (35 tuổi)   |      |     | San Felipe Barcelona |
| 6  | TĐ | Evan Mariano      | 20 tháng 1, 1988 (23 tuổi)  |      |     | Belize Defence Force |
| 9  | TĐ | Deon McCaulay     | 20 tháng 9, 1987 (23 tuổi)  |      |     | Deportes Savio       |
| 10 | TĐ | Orlando Jimenez   | 18 tháng 8, 1980 (30 tuổi)  |      |     | Belize Defence Force |
| 14 | TĐ | Amin August       | 16 tháng 8, 1990 (20 tuổi)  |      |     | Santa Elena FC       |
| 17 | TĐ | Daniel Jiménez    | 14 tháng 4, 1988 (22 tuổi)  |      |     | Belize Defence Force |

### El Salvador
Huấn luyện viên:  José Luis Rugamas

| Số | VT | Cầu thủ                   | Ngày sinh (tuổi)  | Trận | Bàn | Câu lạc bộ       |
| -- | -- | ------------------------- | ----------------- | ---- | --- | ---------------- |
| 1  | TM | Dagoberto Portillo        | 16 tháng 11, 1979 | 4    | 0   | Once Municipal   |
| 2  | HV | Xavier García             | 26 tháng 6, 1990  | 1    | 0   | Luis Ángel Firpo |
| 3  | HV | Marvin González (captain) | 17 tháng 4, 1982  | 72   | 1   | Águila           |
| 4  | HV | Mardoqueo Henríquez       | 24 tháng 5, 1987  | 24   | 0   | FAS              |
| 5  | HV | Víctor Turcios            | 13 tháng 4, 1988  | 10   | 0   | Luis Ángel Firpo |
| 6  | HV | Milton Molina             | 2 tháng 2, 1989   | 0    | 0   | Isidro Metapán   |
| 7  | TV | Gilberto Baires           | 11 tháng 4, 1990  | 0    | 0   | Atlético Marte   |
| 8  | TV | Osael Romero              | 18 tháng 4, 1986  | 43   | 8   | Vista Hermosa    |
| 9  | TĐ | Rafael Burgos             | 3 tháng 6, 1988   | 2    | 1   | UES              |
| 10 | TV | Edwin Sánchez             | 21 tháng 2, 1990  | 2    | 0   | UES              |
| 11 | TV | Arturo Alvarez            | 28 tháng 6, 1985  | 8    | 0   | Real Salt Lake   |
| 12 | TV | Herbert Sosa              | 11 tháng 1, 1990  | 2    | 0   | Alianza          |
| 13 | HV | Deris Umanzor             | 7 tháng 1, 1980   | 35   | 1   | Chicago Fire     |
| 14 | TV | Dennis Alas               | 10 tháng 1, 1985  | 50   | 2   | Luis Ángel Firpo |
| 16 | TV | Jaime Alas                | 30 tháng 7, 1989  | 2    | 0   | Luis Ángel Firpo |
| 17 | TĐ | Léster Blanco             | 17 tháng 1, 1989  | 4    | 0   | Isidro Metapán   |
| 18 | TM | Henry Hernández           | 4 tháng 1, 1985   | 4    | 0   | Alianza          |
| 19 | HV | Reynaldo Hernández        | 11 tháng 11, 1984 | 3    | 0   | Vista Hermosa    |
| 20 | TV | Andrés Flores             | 31 tháng 8, 1990  | 6    | 0   | Isidro Metapán   |
| 22 | TM | Fidel Mondragón           | 24 tháng 2, 1981  | 0    | 0   | Isidro Metapán   |
| 23 | HV | Luis Anaya                | 19 tháng 5, 1981  | 23   | 2   | UES              |

### Nicaragua
Huấn luyện viên:  Enrique Llena

| Số | VT | Cầu thủ           | Ngày sinh (tuổi)            | Trận | Bàn | Câu lạc bộ                |
| -- | -- | ----------------- | --------------------------- | ---- | --- | ------------------------- |
| 1  | TM | Denis Espinoza    | 25 tháng 8, 1983 (27 tuổi)  | 15   | 0   | Deportivo Walter Ferretti |
| 2  | HV | Josue Quijano     | 10 tháng 3, 1991 (19 tuổi)  | 0    | 0   | Nicaragua                 |
| 3  | TV | Elvis Figueroa    | 18 tháng 12, 1988 (22 tuổi) | 0    | 0   | Managua                   |
| 4  | TV | McPerson Garth    | 23 tháng 3, 1992 (18 tuổi)  | 0    | 0   | Diriangén                 |
| 5  | HV | Erick Téllez      | 28 tháng 11, 1989 (21 tuổi) | 1    | 0   | Diriangén                 |
| 6  | HV | Manuel Gutiérrez  | 20 tháng 1, 1987 (23 tuổi)  | 0    | 0   | Diriangén                 |
| 7  | TV | Félix Rodríguez   | 27 tháng 4, 1984 (26 tuổi)  | 1    | 0   | Real Estelí               |
| 8  | TV | Norman Eugarrios  | 9 tháng 1, 1987 (24 tuổi)   | 1    | 0   | Chinandega                |
| 9  | TĐ | Wilber Sánchez    | 20 tháng 10, 1979 (31 tuổi) | 14   | 0   | Real Estelí               |
| 10 | TV | Juan Barrera      | 2 tháng 5, 1989 (21 tuổi)   | 8    | 1   | Deportivo Walter Ferretti |
| 11 | TV | Axel Villanueva   | 10 tháng 8, 1989 (21 tuổi)  | 1    | 0   | Deportivo Walter Ferretti |
| 12 | TM | Henry Maradiaga   | 5 tháng 2, 1990 (20 tuổi)   | 0    | 0   | Nicaragua                 |
| 13 | TV | Guillermo Padilla | 24 tháng 11, 1993 (17 tuổi) | 0    | 0   | Nicaragua                 |
| 14 | HV | Milton Bustos     | 19 tháng 4, 1982 (28 tuổi)  | 8    | 2   | Xilotepelt                |
| 15 | TĐ | Norfran Lazo      | 8 tháng 9, 1990 (20 tuổi)   | 0    | 0   | Nicaragua                 |
| 16 | TĐ | Samuel Wilson     | 4 tháng 4, 1983 (27 tuổi)   | 13   | 4   | Real Estelí               |
| 17 | HV | Felix Zeledón     | 24 tháng 11, 1983 (27 tuổi) | 7    | 0   | Chinandega                |
| 18 | TĐ | Rudel Calero      | 20 tháng 12, 1982 (28 tuổi) | 15   | 2   | Real Estelí               |
| 19 | TV | Raúl Leguías      | 9 tháng 10, 1989 (21 tuổi)  | 0    | 0   | Managua                   |
| 20 | HV | David Solórzano   | 5 tháng 11, 1980 (30 tuổi)  | 23   | 1   | Diriangén                 |
| 22 | TM | Erly Méndez       | 19 tháng 5, 1988 (22 tuổi)  | 0    | 0   | Nicaragua                 |

### Panama
Huấn luyện viên:  Julio Dely Valdés

| Số | VT | Cầu thủ           | Ngày sinh (tuổi)            | Trận | Bàn | Câu lạc bộ        |
| -- | -- | ----------------- | --------------------------- | ---- | --- | ----------------- |
| 1  | TM | Jaime Penedo      | 26 tháng 9, 1981 (29 tuổi)  | 52   | 0   | Municipal         |
| 3  | HV | Harold Cummings   | 1 tháng 3, 1992 (18 tuổi)   | 3    | 0   | Árabe Unido       |
| 4  | HV | Jean Cedeño       | 7 tháng 9, 1985 (25 tuổi)   | 1    | 0   | Chorrillo         |
| 5  | HV | Román Torres      | 20 tháng 3, 1986 (24 tuổi)  | 37   | 1   | Atlético Nacional |
| 6  | TV | Gabriel Gómez     | 29 tháng 5, 1984 (26 tuổi)  | 56   | 3   | Ermis Aradippou   |
| 7  | TĐ | Blas Pérez        | 13 tháng 3, 1981 (29 tuổi)  | 38   | 14  | León              |
| 8  | TV | Gabriel Torres    | 31 tháng 10, 1988 (22 tuổi) | 20   | 2   | San Francisco     |
| 9  | TĐ | Edwin Aguilar     | 7 tháng 8, 1985 (25 tuổi)   | 20   | 4   | Sporting SM       |
| 10 | TV | Ricardo Buitrago  | 10 tháng 3, 1985 (25 tuổi)  | 4    | 0   | Plaza Amador      |
| 11 | TĐ | Roberto Brown     | 15 tháng 7, 1977 (33 tuổi)  | 46   | 15  | San Francisco     |
| 12 | TM | Kevin Melgar      | 1 tháng 1, 1993 (18 tuổi)   | 0    | 0   | Alianza           |
| 13 | HV | Adolfo MaTchado   | 14 tháng 2, 1985 (25 tuổi)  | 17   | 1   | Comunicaciones    |
| 14 | TV | Aramis Haywood    | 3 tháng 4, 1985 (25 tuổi)   | 2    | 1   | Plaza Amador      |
| 15 | TV | Erick Davis       | 31 tháng 3, 1991 (19 tuổi)  | 3    | 0   | Árabe Unido       |
| 16 | TĐ | Luis Rentería     | 13 tháng 9, 1988 (22 tuổi)  | 5    | 0   | Tauro             |
| 17 | TV | Marcos Sánchez    | 23 tháng 12, 1989 (21 tuổi) | 0    | 0   | Tauro             |
| 20 | TV | Armando Cooper    | 26 tháng 10, 1987 (23 tuổi) | 8    | 0   | Árabe Unido       |
| 21 | TV | Amílcar Henríquez | 2 tháng 8, 1983 (27 tuổi)   | 38   | 0   | Atlético Huila    |
| 22 | TĐ | Eybir Bonaga      | 19 tháng 5, 1986 (24 tuổi)  | 4    | 0   | San Francisco     |
| 23 | HV | Felipe Baloy      | 24 tháng 2, 1981 (29 tuổi)  | 46   | 2   | Santos Laguna     |
| 25 | TM | Eric Hughes       |                             | 0    | 0   | San Francisco     |

## Bảng B

### Costa Rica
Huấn luyện viên:  Ricardo La Volpe

| Số | VT | Cầu thủ           | Ngày sinh (tuổi)            | Trận | Bàn | Câu lạc bộ         |
| -- | -- | ----------------- | --------------------------- | ---- | --- | ------------------ |
| 1  | TM | Daniel Cambronero | 8 tháng 1, 1986 (25 tuổi)   | 1    | 0   | UCR                |
| 2  | HV | Kevin Fajardo     | 5 tháng 9, 1989 (21 tuổi)   | 0    | 0   | Santos             |
| 3  | HV | Darío Delgado     | 14 tháng 12, 1985 (25 tuổi) | 7    | 0   | Chivas USA         |
| 4  | HV | Dave Myrie        | 1 tháng 6, 1988 (22 tuổi)   | 1    | 0   | Limón              |
| 5  | TV | Celso Borges      | 27 tháng 5, 1988 (22 tuổi)  | 25   | 7   | Fredrikstad        |
| 6  | HV | Heiner Mora       | 20 tháng 6, 1984 (26 tuổi)  | 3    | 0   | Brujas             |
| 7  | TĐ | Marco Ureña       | 5 tháng 3, 1990 (20 tuổi)   | 6    | 0   | Alajuelense        |
| 8  | TV | David Guzmán      | 18 tháng 2, 1990 (20 tuổi)  | 5    | 0   | Saprissa           |
| 10 | TĐ | Randall Brenes    | 13 tháng 8, 1983 (27 tuổi)  | 3    | 2   | Cartaginés         |
| 11 | TĐ | César Elizondo    | 10 tháng 2, 1988 (22 tuổi)  | 0    | 0   | Pérez Zeledón      |
| 12 | TV | Cristian Gamboa   | 24 tháng 10, 1989 (21 tuổi) | 4    | 0   | Fredrikstad        |
| 14 | TV | José Cubero       | 14 tháng 2, 1987 (23 tuổi)  | 3    | 0   | Herediano          |
| 15 | HV | Óscar Duarte      | 3 tháng 6, 1989 (21 tuổi)   | 1    | 0   | Saprissa           |
| 16 | HV | Pedro Leal        | 31 tháng 1, 1989 (21 tuổi)  | 0    | 0   | Puntarenas         |
| 17 | TĐ | Josué Martínez    | 25 tháng 3, 1990 (20 tuổi)  | 8    | 1   | Saprissa           |
| 18 | TM | Patrick Pemberton | 24 tháng 4, 1982 (28 tuổi)  | 2    | 0   | Alajuelense        |
| 19 | HV | Roy Miller        | 24 tháng 11, 1984 (26 tuổi) | 18   | 0   | New York Red Bulls |
| 20 | HV | Dennis Marshall   | 9 tháng 8, 1985 (25 tuổi)   | 8    | 0   | Aalborg BK         |
| 22 | TV | Allen Guevara     | 16 tháng 4, 1989 (21 tuổi)  | 0    | 0   | Alajuelense        |
| 21 | TĐ | Víctor Núñez      | 15 tháng 4, 1980 (30 tuổi)  | 23   | 5   | Herediano          |
| 23 | TM | Donny Grant       | 12 tháng 4, 1976 (34 tuổi)  | 2    | 0   | San Carlos         |

### Guatemala
Huấn luyện viên:  Ever Almeida

| Số | VT | Cầu thủ             | Ngày sinh (tuổi)            | Trận | Bàn | Câu lạc bộ         |
| -- | -- | ------------------- | --------------------------- | ---- | --- | ------------------ |
|    | TM | Luis Molina         | 4 tháng 6, 1977 (33 tuổi)   | 17   | 0   | Marquense          |
|    | TM | Christian Álvarez   | 21 tháng 5, 1982 (28 tuổi)  | 1    | 0   | Juventud Retalteca |
|    | TM | Juan Paredes        |                             | 0    | 0   | Comunicaciones     |
|    | HV | Gustavo Cabrera     | 13 tháng 12, 1979 (31 tuổi) | 81   | 1   | Municipal          |
|    | HV | Yony Flores         | 16 tháng 2, 1983 (27 tuổi)  | 25   | 1   | Municipal          |
|    | HV | Henry Medina        | 16 tháng 3, 1981 (29 tuổi)  | 22   | 1   | Suchitepéquez      |
|    | HV | Carlos Gallardo     | 8 tháng 4, 1984 (26 tuổi)   | 21   | 1   | Comunicaciones     |
|    | HV | Jaime Vides         | 12 tháng 7, 1987 (23 tuổi)  | 10   | 0   | Municipal          |
|    | HV | Edwin González      | 22 tháng 2, 1982 (28 tuổi)  | 6    | 0   | Mictlán            |
|    | TV | Guillermo Ramírez   | 26 tháng 3, 1978 (32 tuổi)  | 70   | 11  | Municipal          |
|    | TV | Carlos Figueroa     | 19 tháng 4, 1980 (30 tuổi)  | 38   | 4   | Xelajú             |
|    | TV | Gregory Ruiz        | 8 tháng 3, 1981 (29 tuổi)   | 8    | 0   | Xelajú             |
|    | TV | Wilfred Velásquez   | 10 tháng 9, 1985 (25 tuổi)  | 4    | 0   | Suchitepéquez      |
|    | TV | Marco Ciani         | 7 tháng 3, 1987 (23 tuổi)   | 4    | 0   | Xelajú             |
|    | TV | Jairo Arreola       | 20 tháng 9, 1985 (25 tuổi)  | 2    | 0   | Comunicaciones     |
|    | TV | Manuel León         | 23 tháng 9, 1987 (23 tuổi)  | 1    | 0   | USAC               |
|    | TV | Ricky Murga         |                             | 0    | 0   | Marquense          |
|    | TV | Fredy Iboy          |                             | 0    | 0   | Mictlán            |
|    | TĐ | Carlos Ruiz         | 15 tháng 9, 1979 (31 tuổi)  | 65   | 36  | Aris FC            |
|    | TĐ | Tránsito Montepeque | 16 tháng 12, 1980 (30 tuổi) | 15   | 5   | Comunicaciones     |
|    | TĐ | Mario Castellanos   | 19 tháng 5, 1982 (28 tuổi)  | 6    | 2   | Heredia            |

### Honduras
Huấn luyện viên:  Juan de Dios Castillo

| Số | VT | Cầu thủ           | Ngày sinh (tuổi)            | Trận | Bàn | Câu lạc bộ         |
| -- | -- | ----------------- | --------------------------- | ---- | --- | ------------------ |
| 1  | TM | Ricardo Canales   | 30 tháng 5, 1982 (28 tuổi)  | 6    | 0   | Victoria           |
| 2  | HV | Osman Chávez      | 29 tháng 7, 1984 (26 tuổi)  | 31   | 0   | Wisla Kraków       |
| 3  | HV | Mariano Acevedo   | 9 tháng 1, 1983 (28 tuổi)   | 13   | 0   | Marathón           |
| 4  | HV | Johnny Palacios   | 20 tháng 12, 1986 (24 tuổi) | 11   | 0   | Olimpia            |
| 5  | HV | Erick Norales     | 11 tháng 2, 1985 (25 tuổi)  | 24   | 2   | Marathón           |
| 6  | HV | Johnny Leverón    | 7 tháng 2, 1990 (20 tuổi)   | 3    | 2   | Motagua            |
| 7  | TV | Emil Martínez     | 10 tháng 9, 1982 (28 tuổi)  | 52   | 2   | Hangzhou Greentown |
| 8  | TV | Jorge Claros      | 8 tháng 1, 1986 (25 tuổi)   | 21   | 0   | Motagua            |
| 9  | TĐ | Georgie Welcome   | 9 tháng 3, 1985 (25 tuổi)   | 20   | 3   | Motagua            |
| 10 | TV | Ramón Núñez       | 14 tháng 11, 1985 (25 tuổi) | 33   | 3   | Leeds United       |
| 11 | TĐ | Luis Ramírez      | 21 tháng 11, 1977 (33 tuổi) | 7    | 1   | Hangzhou Greentown |
| 13 | TV | Alfredo Mejía     | 3 tháng 4, 1990 (20 tuổi)   | 0    | 0   | Real España        |
| 14 | TV | Oscar García      | 4 tháng 9, 1984 (26 tuổi)   | 48   | 1   | Olimpia            |
| 15 | TĐ | Walter Martínez   | 28 tháng 3, 1982 (28 tuổi)  | 40   | 10  | Beijing Guoan      |
| 16 | HV | Mauricio Sabillón | 11 tháng 11, 1978 (32 tuổi) | 28   | 0   | Hangzhou Greentown |
| 17 | HV | Juan García       | 8 tháng 3, 1988 (22 tuổi)   | 3    | 0   | Olimpia            |
| 18 | TM | Noel Valladares   | 3 tháng 5, 1977 (33 tuổi)   | 81   | 0   | Olimpia            |
| 19 | TV | Marvin Chávez     | 3 tháng 11, 1983 (27 tuổi)  | 19   | 1   | FC Dallas          |
| 21 | TV | Mario Martínez    | 30 tháng 7, 1989 (21 tuổi)  | 6    | 0   | Real España        |
| 22 | TM | José Mendoza      | 21 tháng 7, 1989 (21 tuổi)  | 0    | 0   | Platense           |
| 23 | TV | Alexander López   | 6 tháng 5, 1992 (18 tuổi)   | 1    | 0   | Olimpia            |